# Doema
Doema (Russisch: дума, de gedachte) is een vertegenwoordigend lichaam in Rusland. Doema's zijn zowel in het huidige Rusland als in de Russische geschiedenis te vinden. De bekendste doema is de Staatsdoema (Государственная дума), vaak kortweg Doema genoemd, het lagerhuis van het Russische parlement.

## Staatsdoema in tsaristisch Rusland (1906-1917)

### Aanloop

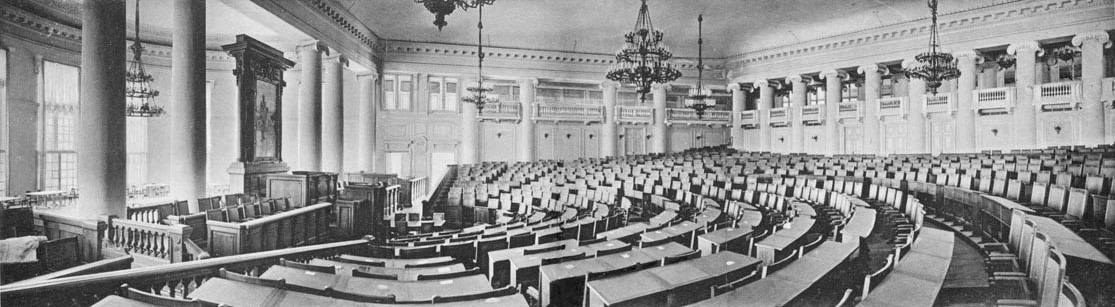
Zaal van de eerste Staatsdoema in het Taurische Paleis in Sint-Petersburg

Na Bloedige Zondag op 9 (n.s. 22) januari 1905, de dag waarop de politie een menigte die opkwam voor meer rechten met geweld uit elkaar joeg, brak een periode van grote maatschappelijke onrust aan. Tsaar Nicolaas II werd tijdens deze eerste Russische Revolutie (1905-1906) gedwongen macht in te leveren om de rust in het land te doen terugkeren. Door het Oktobermanifest werd Rusland een constitutionele monarchie, waarbij als volksvertegenwoordiging de Staatsdoema in het leven werd geroepen, die wetgevende macht en budgetrecht kreeg. Dit werd vastgelegd in de eerste Russische grondwet in 1906. Het hogerhuis bleef ondertussen de Staatsraad.
Nicolaas II had het Oktobermanifest getekend om zijn troon te redden, maar hij vermeed het woord grondwet zorgvuldig. In de Fundamentele Wetten stond nergens expliciet vermeld dat zijn gezag afhing van het volk zoals in westerse rechtstaten. Hij behield de term autocraat, nu met het voorvoegsel "opperste" en niet meer "onbegrensd". Het hof bleef het politieke centrum en de tsaar benoemde de premier en de ministers. Hij kon de Doema ontbinden en per nooddecreet regeren als de Doema hem niet welgevallig was. De Doema kon wetten aannemen, maar deze werden pas rechtsgeldig als de tsaar en Staatsraad deze hadden goedgekeurd.  De Doema werd gekozen middels getrapte verkiezingen waarbij de bondgenoten van het hof, de adel en de boeren, relatief sterk waren. Dat laatste was een misrekening want de boeren waren minder trouw aan de troon dan verwacht.
Tussen het Oktobermanifest en de eerste Doema was er een wisseling van premier. Sergej Witte, de opsteller van het manifest, was vertrokken en hij werd op 22 april 1906 opgevolgd door de behoudender Ivan Goremykin.

### Vier Doema's
Tussen 1906 en 1917 waren er vier Doema's. De eerste twee Doema's was geen lang leven beschoren en ze werden in conflicten met de regering al snel ontbonden: de Eerste Doema functioneerde van 27 april (10 mei) tot 8 (21) juli 1906, de Tweede Doema van 20 februari (5 maart) tot 2 (15) juli 1907. In juni 1907 werd de kieswet veranderd om een voor de machthebbers gunstige samenstelling van de Doema te garanderen. Deze maatregel bleek succesvol: de Derde Doema (1907-1912) maakte zijn zittingstermijn vol, en de Vierde Doema (1912-1917) kwam aan zijn eind tijdens de Russische Revolutie. Van een echt tegenwicht voor de tsaar en zijn regering was echter geen sprake. In werkelijkheid veranderde er na deze revolutie in de Russische regering dus niet veel.

### Lijst van voorzitters van de Staatsdoema van het Russische Keizerrijk
| Doema              | Persoon             | Periode                          | Partij | Foto |
| ------------------ | ------------------- | -------------------------------- | ------ | ---- |
| Eerste Doema       | Sergej Moeromtsev   | 27 april - 8 juli 1906           | KDP    |      |
| Tweede Doema       | Feodor Golovin      | februari - juni 1907             | KDP    |      |
| Derde Doema        | Nikolaj Chomjakov   | 1 november 1907 - 4 maart 1910   | U-17-O |      |
| Derde Doema        | Aleksandr Goetsjkov | 29 oktober 1910 - 14 maart 1911  | U-17-O |      |
| Derde/Vierde Doema | Michail Rodzjanko   | 22 maart 1911 - 25 februari 1917 | U-17-O |      |

### Lijst van vicevoorzitters van de Staatsdoema van het Russische Keizerrijk
- Eerste Doema: 
  - Pavel Dolgoroekov (KDP),
  - Nikolaj Gredeskoel (KDP)
- Tweede Doema: 
  - N.N. Poznanski (links),
  - Michail Berezin (Troedovik)
- Derde Doema: 
  - Michail Volkonski (centrumrechts),
  - Alexander von Meyendorff (U-17-O) (1907-1909),
  - Sergej Sjidlovski (U-17-O) (1909-1910),
  - Michail Kapoestin (U-17-O) (1910-1912)
- Vierde Doema: 
  - Dmitri Oeroesov (Progressief Blok),
  - Vladimir Volkonski (centrumrechts) (1912-1913),
  - Nikolaj Nikolajevitsj Lvov (Progressief Blok) (1913),
  - Aleksandr Konovalov (Progressief Blok) (1913-1914),
  - Sergej Varoen-Sekret (U-17-O) (1913-1916),
  - Aleksandr Protopopov (linkervleugel U-17-O) (1914-1916),
  - Nikolaj Nekrasov (KDP) (1916-1917),
  - Vladimir Bobrinski (nationalist) (1916-1917)

## Staatsdoema in het huidige Rusland (1993-heden)
De Russische grondwet van 1993 voorziet in een Staatsdoema als lagerhuis van het parlement, als opvolger van het Congres van Volksafgevaardigden, dat in de constitutionele crisis van 1993 door president Jeltsin werd ontbonden. Samen met de Federatieraad, dat als hogerhuis fungeert, vormt de Staatsdoema de Federatieve Vergadering. De Doema, die telkens voor vier jaar wordt gekozen, telt 450 afgevaardigden. De helft hiervan wordt via evenredige vertegenwoordiging gekozen, de andere helft via een districtenstelsel. Iedere Rus van 18 jaar en ouder mag zijn stem uitbrengen bij de Doemaverkiezingen. Pas bij het bereiken van de leeftijd van 21 jaar verwerft men ook het recht om gekozen te worden.
Er hebben Doemaverkiezingen plaatsgevonden op 12 december 1993, 17 december 1995, 19 december 1999, 7 december 2003, 2 december 2007 en 4 december 2011. De meest recente parlementsverkiezingen hebben plaatsgevonden op 18 september 2016.

### Lijst van voorzitters van de Staatsdoema1994- heden
| Persoon             | Periode      | Partij     |
| ------------------- | ------------ | ---------- |
| Ivan Rybkin         | 1994 - 1996  | partijloos |
| Gennadi Zeleznjov   | 1996 - 2003  | KPRF       |
| Boris Grizlov       | 2003 - 2011  | VR         |
| Sergey Narisjkin    | 2011 - 2016  | VR         |
| Vjatsjeslav Volodin | 2016 - heden | VR         |

## Bojarendoema
In het Kievse Rijk en het Grootvorstendom Moskou was de bojarendoema (боярская дума, bojarskaja doema) het adviesorgaan van de grootvorsten en tsaren.

## Stadsdoema
In 1785 kregen Russische steden onder Catharina de Grote een stadsdoema (городская дума, gorodskaja doema) als vorm van lokaal zelfsbestuur. Na de Russische Revolutie werden de stadsdoema vervangen door de stadsraad. Intussen is de term stadsdoema weer in gebruik.